# Любинский, Николай Михайлович
Николай Михайлович Любинский (укр. Микола Михайлович Любинський; 23 сентября (5 октября) 1891 — 8 января 1938, урочище Сандармох, Карелия) — украинский языковед, политический деятель периода Украинской национальной революции 1917—1920 годов. Член Центральной Рады. Был членом украинской делегации на переговорах в Бресте. В марте — апреле 1918 года — министр иностранных дел УНР.

## Биография

### Семья
Родился 23 сентября (5 октября по новому стилю) 1891 года в селе Стреховцы Ушицкого уезда Подольской губернии (ныне Ярмолинецкого района Хмельницкой области) в семье священника.

### Образование
В 1910 году окончил Каменец-Подольскую мужскую гимназию с особым отличием в словесных науках. В течение года в селе Рахны-Лесовые (ныне Шаргородского района Винницкой области), куда переехала семья, готовился к поступлению в университет: выписывал и изучал литературу, ожидал справку из канцелярии губернатора о политической благонадежности. Николай также давал частные уроки, организовал в селе библиотеку из 3000 книг, привлёк сельскую молодежь к чтению.
В 1911 году поступил на историко-филологический факультет Киевского университета, который окончил в 1916 году. Диалектологию изучал у профессора Розова, методику литературы — у профессора В. Н. Перетца. Историю древней литературы читал профессор С. И. Маслов, историю новой литературы — профессор Лобода.
Зимой 1915—1916 годов работал в Москве, в Румянцевской библиотеке, где готовил научные работы о литературной деятельности Кирилла Туровского, о методике и технике написания научных работ.
Был членом совета Украинской студенческой громады (общины), старостой факультета (старостат и общество действовали нелегально).

### В период национально-освободительной борьбы
В 1917 году вступил в Украинскую партию социалистов-революционеров (УПСР), с 1919 года вошёл в её ЦК.
На Всеукраинском национальном съезде 5 апреля 1917 года Любинского избрали в Украинскую центральную раду (УЦР), в сентябре — делегатом Всероссийского съезда народов в Киеве (секретарь Совета народов). В ноябре 1917 года избран во Всероссийское учредительное собрание в Подольском избирательном округе по списку № 1 (украинские эсеры, Спилка, украинские социал-демократы).
В декабре 1917 (январе 1918) года Любинский отправился в Брест-Литовск в составе мирной делегации от Украинской Народной Республики. В марте-апреле 1918 — министр иностранных дел УНР. Был арестован гетманскими властями.

### На Советской Украине
В 1920-х годах — сотрудник ВУАН, работал в Киевском институте украинского языка АН.
В 1931 году репрессирован по «делу» Украинского национального центра.
Реабилитирован 15 сентября 1989 года.